# Andrew Tarbet
Andrew Tarbet (ur. w 1971 w Buffalo) – amerykańsko-kanadyjski aktor filmowy i telewizyjny, znany z ról w takich produkcjach jak Maska diabła, Z podniesionym czołem, Zamach na Reagana i Exodus: Bogowie i królowie.

## Życiorys

### Wczesne lata
Urodził się w Buffalo w stanie Nowy Jork, jako syn Natalie i Davida Tarbetów. Jego matka była lingwistką z Nowego Jorku, a ojciec naukowcem z Thunder Bay w północnej Kanadzie. Od zawsze jego pasją był baseball. Uczęszczał na zajęcia teatralne dla dzieci. Po raz pierwszy znalazł się na scenie w Studio Arena Theatre w Buffalo, występując jako kosz na śmieci. W 1992 uczestniczył w warsztatach Czechowa w Moskiewskim Akademickim Teatrze Artystycznym. Następnie pracował w różnych teatrach w Bostonie. W 1993 przeniósł się do Montrealu w Quebec, gdzie studiował aktorstwo w National Theatre School of Canada. Jego pierwszą posadą poza szkołą był konferansjer cyrkowy programu „Saltimbanco” w wykonaniu Cirque du Soleil.

### Kariera
W 1992 zadebiutował na małym ekranie jako John Payne w jednym z odcinków miniserialu dokumentalnego CBC/Radio-Canada The Valour and the Horror z udziałem Davida Hewletta. W kanadyjskim serialu familijnym Droga do Avonlea (Road to Avonlea, 1995–1996), opartym na motywach powieści Lucy Maud Montgomery, grał postać Setha Pritcharda, brata Edny, męża Mavis i wdowca po Colleen. Po raz pierwszy wystąpił na kinowym ekranie w kanadyjsko-japońskim dramacie Sen o zwycięstwie (Rowing Through, 1996) jako Greg Stone u boku Colina Fergusona i Leslie Hope. Był ordynansem w dramacie telewizyjnym Pod fortepianem (Under the Piano, 1996) z Amandą Plummer i Megan Follows, policjantem w dramacie kryminalnym CBS Rodem z policji III (Family of Cops III: Under Suspicion, 1999) z udziałem Charlesa Bronsona oraz kierowcą karawanu w miniserialu CBS Sekrety milionerki (Too Rich: The Secret Life of Doris Duke, 1999) z Lauren Bacall i Richardem Chamberlainem. W dramacie CBS Dla dobra dziecka (A Father for Brittany, 1998) z Teri Polo i Andrew McCarthy wystąpił jako Jack.
Wystąpił jako Eric Kosciusko w sitcomie Naked Josh (2004–2006) i w roli Petera Wellera w serialu katalońskim Infidels (2009–2011). W komedii Menú degustació (2013) obok Fionnuli Flanagan i Stephena Rea zagrał główną rolę Maxa. Zagrał postać Aarona, brata Mojżesza (Christian Bale) w produkcji Ridleya Scotta Exodus: Bogowie i królowie (Exodus: Gods and Kings, 2014). Przyjął rolę Benny’ego w dreszczowcu The Evil That Men Do (2015). W sensacyjnym dramacie przygodowym Przyrzeczenie (The Promise, 2016) zagrał rolę pastora Merrila.
21 stycznia 2005 przeprowadził się do Barcelony.
Tarbet mówi płynnie po hiszpańsku.

## Wybrana filmografia

### Filmy
- 1997: Prawda o moim synu (Any Mother's Son, TV) jako żołnierz w sądzie
- 1998: Moja własna ojczyzna (My Own Country, TV) jako człowiek w związku
- 2000: Maska diabła jako James Larson
- 2001: Zamach na Reagana jako doktor Gregorio
- 2004: Z podniesionym czołem jako Jimmy
- 2006: Różowa Pantera jako agent TSA
- 2008: Wielki stary dom jako McGuffin
- 2014: Exodus: Bogowie i królowie jako Aaron

### Seriale TV
- 1995–1996: Droga do Avonlea jako Seth Pritchard
- 1997: Czynnik PSI jako Billy Hamilton
- 1998: Na południe jako agent Exley
- 1999: Pamięć absolutna 2070 jako Ingles
- 1998–2001: Sławny Jett Jackson jako Booker Murray
- 2002: Dziwne przypadki w Blake Holsey High jako dorosły Lucas Randall
- 2004: Doc jako Brad Turner
- 2005: Poszukiwani jako lekarz